# Ampelisca tenuicornis
Ampelisca tenuicornis is een vlokreeftensoort uit de familie van de Ampeliscidae. De wetenschappelijke naam van de soort is voor het eerst geldig gepubliceerd in 1855 door Liljeborg.